# 엑스맨: 퍼스트 클래스
《엑스맨: 퍼스트 클래스》(영어: X-Men: First Class)는 동명의 마블 코믹스를 원작으로 한 2011년의 슈퍼히어로 영화이다. 엑스맨 영화 시리즈의 속편이자, 다섯 번째 작품이다. 제작은 브라이언 싱어가, 감독은 매튜 본이 맡았다. 이야기는 1962년 실제로 있었던 쿠바 미사일 위기를 배경으로 동서냉전을 이용해 세계 3차대전을 일으키려는 독일 나치 출신의 과학자 "세바스찬 쇼"의 사악한 야망과 이를 막으려는 젊은 시절의 "찰스 자비에"(프로페서 엑스)와 "에릭 랜셔"(매그니토) 등의 돌연변이들의 활약을 그렸다.  이 영화에 "찰스 자비에" 역할에는 제임스 매커보이, "에릭 랜셔" 역할에는 마이클 패스벤더, 이외에도 케빈 베이컨, 재뉴어리 존스, 로즈 번, 제니퍼 로런스, 조이 크래비츠, 니컬러스 홀트, 제이슨 플레밍, 루커스 틸이 출연했다.

## 줄거리
1944년, 아우슈비츠 수용소에서 나치 장교 클라우스 슈미트는 어린 에릭 렌셔가 부모와 헤어질 때 정신력으로 금속 문을 구부리는 것을 목격한다. 슈미트는 렌셔를 자신의 사무실로 데려가 책상 위의 동전을 움직이라고 한다. 렌셔가 이를 하지 못하자 슈미트는 그의 어머니를 살해한다. 비통해진 렌셔의 자기력이 발현되어 사무실을 파괴한다. 한편 뉴욕 웨스트체스터 카운티의 한 저택에서 어린 텔레파시 능력자 찰스 자비에는 자연 상태가 푸른 비늘인 변신능력자 레이븐을 만나 함께 살자고 제안한다.
1962년, 렌셔는 슈미트를 추적하고 있고, 자비에는 옥스퍼드 대학에서 박사 학위를 받는다. 라스베이거스에서 CIA 요원 모이라 맥태거트는 미 육군 대령 헨드리를 따라 헬파이어 클럽에 들어간다. 그곳에서 헨드리는 슈미트(현재 세바스찬 쇼로 불림), 텔레파시 능력자 엠마 프로스트, 회오리바람을 일으키는 립타이드, 순간이동자 아자젤과 만난다. 쇼의 위협을 받고 합동 전쟁실로 순간이동된 헨드리는 터키에 핵미사일을 배치할 것을 주장한다. 에너지를 흡수하는 능력으로 젊음을 유지해온 돌연변이인 쇼는 후에 헨드리를 살해한다.
맥태거트는 돌연변이에 대한 자비에의 조언을 구하고자 그와 레이븐을 CIA로 데려가고, 그들은 맥콘 국장에게 돌연변이의 존재와 쇼가 위협이 된다는 것을 확신시킨다. 다른 CIA 요원이 돌연변이들을 후원하고 그들을 비밀 '디비전 X' 시설로 초대한다. 맥태거트와 자비에는 렌셔가 쇼를 공격하는 중에 쇼를 발견하고, 자비에는 익사 직전의 렌셔를 구출하지만 쇼는 도주한다. 자비에는 렌셔를 디비전 X로 데려가고, 그곳에서 그들은 발로 물건을 잡을 수 있는 돌연변이 과학자 행크 맥코이를 만난다. 자비에는 맥코이의 돌연변이 탐지 장치인 세레브로를 사용해 다른 돌연변이들을 찾아 모집한다. 엔젤 살바도르, 아르만도 무뇨즈/다윈, 알렉스 서머스/해복, 션 캐시디/밴시 등이 합류한다.
자비에, 렌셔, 맥태거트는 CIA 임무로 소련에 가서 프로스트를 체포하고 쇼가 제3차 세계대전을 일으켜 돌연변이의 우위를 확립하려 한다는 것을 알아낸다. 아자젤, 립타이드, 쇼가 디비전 X를 공격해 돌연변이들을 제외한 모든 이를 죽이고, 쇼는 돌연변이들에게 합류를 제안한다. 살바도르는 수락하지만 서머스와 무뇨즈가 반격하자 쇼는 무뇨즈를 죽인다. 모스크바에서 쇼는 장군들을 강요해 소련이 쿠바에 미사일을 설치하도록 한다. 텔레파시를 막는 헬멧을 쓴 쇼는 잠수함을 타고 소련 함대를 따라가 미사일이 미국의 봉쇄선을 뚫고 지나가게 한다. 한편 자비에는 남은 신입들을 자신의 저택으로 데려가 그들의 능력을 연마하는 데 집중한다. 맥코이는 레이븐의 DNA가 그들의 외모에 대한 '치료제'가 될 수 있다고 믿고 치료제를 준비하지만, 렌셔의 설득을 받은 레이븐은 자신의 정체성을 숨기고 싶지 않다며 거부한다. 맥코이는 자신에게 치료제를 사용하지만 역효과가 나 푸른 털과 사자 같은 모습을 갖게 된다.
맥코이가 조종하는 제트기로 돌연변이들과 맥태거트는 봉쇄선으로 향한다. 그곳에서 자비에는 텔레파시로 소련 선원에게 영향을 미쳐 미사일을 실은 배를 파괴하게 하고, 렌셔는 자기력으로 쇼의 잠수함을 물 밖으로 들어 올려 육지에 내려놓는다. 이어진 전투에서 렌셔는 쇼의 헬멧을 빼앗고, 자비에는 쇼를 제압한다. 쇼가 무력화된 상태에서 렌셔는 자신도 쇼와 같은 돌연변이 우월주의 관점을 가지고 있지만 어머니의 원수를 갚고 싶다고 밝히고, 어린 시절부터 지니고 다녔던 나치 동전을 쇼의 뇌를 관통하게 해 그를 죽인다. 쇼를 놓아줄 수 없었던 자비에는 어쩔 수 없이 쇼의 죽음을 함께 경험한다.
두려움에 빠진 양국 함대가 돌연변이들을 향해 발포하지만 렌셔가 그들의 포화를 막아낸다. 렌셔가 무기들을 함대로 되돌리려 하자 맥태거트가 그를 저지하려고 총을 쏘지만, 렌셔는 총알을 튕겨내고 그 중 하나가 두 사람 사이에 끼어든 자비에의 척추에 맞는다. 렌셔는 자비에를 돕기 위해 달려가고, 그 사이에 포탄들은 무해하게 바다로 떨어진다. 돌연변이와 인간의 관계에 대한 서로 다른 견해로 인해 자비에와 결별한 렌셔는 살바도르, 아자젤, 립타이드, 레이븐과 함께 떠난다. 후에 휠체어를 사용하게 된 자비에와 그의 돌연변이들은 저택으로 돌아가고, 그곳에서 자비에는 학교를 열 계획을 세운다. 맥태거트는 자비에의 위치를 절대 밝히지 않겠다고 약속하지만, 자비에는 그녀의 기억을 지워 확실히 한다. 한편 자신을 매그니토라 부르는 렌셔와 다른 헬파이어 클럽 멤버들은 프로스트를 감옥에서 구출한다.

## 배역
- 제임스 매커보이 - 찰스 자비에 / 프로페서 X 역
  - 로런스 벨처 - 12살의 찰스 자비에 역
- 마이클 패스벤더 - 에릭 렌셔 / 매그니토 역
  - 빌 밀너 - 어린 에릭 렌셔 역
- 제니퍼 로런스 - 레이븐 다크홈 / 미스티크 역
  - 모건 릴리 - 레이븐(9세)
  - 리베카 로메인 - 미스티크의 변형한 모습 중 하나로 카메오 출연
- 로즈 번 - 모이라 맥태거트 역
- 니컬러스 홀트 - 행크 매코이 / 비스트 역
- 루커스 틸 - 알렉스 서머스 / 하복 역
- 케일럽 랜드리 존스 - 숀 캐시디 / 밴시 역
- 케빈 베이컨 - 클라우스 슈미트 박사 / 세바스찬 쇼 역
- 제이슨 플레밍 - 아자젤 역
- 올리버 플랫 - CIA 요원 역
- 재뉴어리 존스 - 에마 프로스트 역
- 에디 가테지 - 아르만도 무뇨스 / 다윈 역
- 조이 크래비츠 - 엔젤 살바도르 역
- 알렉스 곤살레스 - 하노스 케스테드 / 립타이드 역
- 맷 크레이븐 - 매콘 CIA 국장 역
- 라데 셰르베지야 - 러시아 장성 역
- 글렌 모샤워 - 로버트 헨드리 대령 역
- 애너벨 월리스 - 에이미 역
- 돈 크리치 - 스트라이커 요원 역
- 마이클 아이언사이드, 레이 와이즈, 제임스 리마, 브렌던 페어, 알렉산데르 크루파
- 휴 잭맨 - 로건 / 울버린 역
- 스탠 리